# Polysyncraton reticulum
Polysyncraton reticulum är en sjöpungsart som beskrevs av Kott 2004. Polysyncraton reticulum ingår i släktet Polysyncraton och familjen Didemnidae. Inga underarter finns listade i Catalogue of Life.